# Saxifraga stylosa
Saxifraga stylosa är en stenbräckeväxtart som beskrevs av Esprit Alexandre Remy. Saxifraga stylosa ingår i Bräckesläktet som ingår i familjen stenbräckeväxter. Inga underarter finns listade i Catalogue of Life.